# James R. Webb
James Ruffin Webb (Denver, 4 ottobre 1909 – Beverly Hills, 28 settembre 1974) è stato uno sceneggiatore e scrittore statunitense, vincitore del Premio Oscar nel 1964 per La conquista del West.

## Filmografia
- Nevada City, regia di Joseph Kane (1941)
- Rags to Riches, regia di Joseph Kane (1941)
- Bad Man of Deadwood, regia di Joseph Kane (1941)
- Jesse James at Bay, regia di Joseph Kane (1941)
- South of Santa Fe, regia di Joseph Kane (1942)
- Il ranch delle tre campane (South of St. Louis), regia di Ray Enright (1949)
- Più forte dell'odio (Montana), regia di Ray Enright (1950)
- Figlio di ignoti (Close to My Heart), regia di William Keighley (1951)
- Il passo dell'avvoltoio (Raton Pass), regia di Edwin L. Marin (1951)
- Il tesoro dei Sequoia (The Big Trees), regia di Felix E. Feist (1952)
- Altra bandiera (Operation Secret), regia di Lewis Seiler (1952)
- L'amante di ferro (The Iron Mistress), regia di Gordon Douglas (1952)
- L'indiana bianca (The Charge at Feather River), regia di Gordon Douglas (1953)
- Il mostro della via Morgue (Phantom of the Rue Morgue), regia di Roy Del Ruth (1954)
- L'ultimo Apache (Apache), regia di Robert Aldrich (1954)
- Vera Cruz, regia di Robert Aldrich (1954)
- Voi assassini (Illegal), regia di Lewis Allen (1955)
- Trapezio (Trapeze), regia di Carol Reed (1956)
- Il grande paese (The Big Country), regia di William Wyler (1958)
- 38º parallelo: missione compiuta (Pork Chop Hill), regia di Lewis Milestone (1959)
- Il promontorio della paura (Cape Fear), regia di J. Lee Thompson (1962)
- La conquista del West (How the West Was Won), regia di John Ford, Henry Hathaway, George Marshall, Richard Thorpe (1962)
- I re del sole (Kings of the Sun), regia di J. Lee Thompson (1963)
- Il grande sentiero (Cheyenne Autumn), regia di John Ford (1964)
- I cannoni di San Sebastian (La bataille de San Sebastian), regia di Henri Verneuil (1968)
- La forca può attendere (Sinful Davey), regia di John Huston (1969)
- Alfredo il Grande (Alfred the Great), regia di Clive Donner (1969)
- Il re delle isole (The Hawaiians), regia di Tom Gries (1970)
- Omicidio al neon per l'ispettore Tibbs (They Call Me MISTER Tibbs!), regia di Gordon Douglas (1970)
- L'organizzazione sfida l'ispettore Tibbs (The Organization), regia di Don Medford (1971)